# So Far, So Good… So What!
So Far, So Good... So What! är det tredje studioalbumet av den amerikanska thrash metal-gruppen Megadeth utgivet 1988. Titeln syftar på att trots att de släpper sitt tredje album via ett stort skivbolag så har framgångarna inte stigit dem åt huvudet. Det är bandets enda album med Jeff Young och Chuck Behler på gitarr respektive trummor. Albumet innehåller en cover av Sex Pistols "Anarchy in the U.K.", känd för att Dave Mustaine sjunger texten fel. På albumet finns även klassikern In My Darkest Hour där musiken är tillägnad Dave Mustaines vän Cliff Burton som dog i en bussolycka i Sverige.

## Historia
Kort efter att Megadeth hade avslutat Peace Sells-turnén 1987 fick Chris Poland och Gar Samuelson lämna bandet. Dels för att de själva var trötta på att turnera så mycket och dels på grund av deras allt för tunga drogmissbruk. Gars ersättare kom att bli hans egna trumtekniker, Chuck Behler, som redan hade medverkat i ett antal Megadeth-spelningar då Gar varit alltför drogpåverkad.
Man höll auditions för gitarrister, där bland annat en tonårig Jeff Loomis visade upp sin talang. Trots att Dave Mustaine var imponerad lät han inte Jeff gå med i bandet just på grund av hans alltför unga ålder.
Positionen tilldelades från början Jay Reynolds från bandet Malice, men väl under inspelningarna av albumet uppstod problem när Jay inte kunde spela in gitarrsolona utan hjälp från sin gitarrmentor, Jeff Young. Detta irriterade Dave, som istället lät Young bli Megadeths nya gitarrist.

## Låtlista
Alla låtar skrivna av Dave Mustaine där inget annat anges.
Sida ett
1. "Into the Lungs of Hell" - 3:29
2. "Set the World Afire" - 5:48
3. "Anarchy in the U.K." (Sex Pistols-cover)  - 3:00
4. "Mary Jane" (Dave Mustaine/David Ellefson) - 4:25

Sida två
1. "502" - 3:28
2. "In My Darkest Hour" (Dave Mustaine/David Ellefson) - 6:16
3. "Liar" - 3:20
4. "Hook In Mouth" - 4:40

Bonuslåtar på nyutgåvan från 2004
1. "Into the Lungs of Hell (Paul Lani Mix)" -3:31
2. "Set the World Afire (Paul Lani Mix)" - 5:52
3. "Mary Jane (Paul Lani Mix)" - 4:08
4. "In My Darkest Hour (Paul Lani Mix)" - 6:11

*

## Singlar
- 1988 - "Anarchy in the U.K."
- 1988 - "Mary Jane"

## Medverkande
Megadeth
- Dave Mustaine - gitarr, sång
- Jeff Young - gitarr
- Chuck Behler - trummor
- David Ellefson - elbas

Övriga Musiker
- Steve Jones - gitarrsolo på "Anarchy in the U.K."